# La Loi du nord
La Loi du nord is een Franse dramafilm uit 1939 onder regie van Jacques Feyder. De film is gebaseerd op de roman Telle qu'elle était de son vivant (1936) van de Franse auteur Maurice Constantin-Weyer.

## Verhaal
Robert Shaw heeft de minnaar van zijn vrouw vermoord. Als zijn secretaresse Jacqueline hem uit het krankzinnigengesticht helpt te ontsnappen, vluchten ze samen naar het onherbergzame noorden van Canada. Daar worden ze geholpen door de argeloze Franse vallenzetter Louis Dumontier, terwijl politie-inspecteur Dalrymple hen op de hielen zit. Uiteindelijk sterft Jacqueline tijdens de uitputtende tocht.

## Rolverdeling
| Acteur               | Personage       |
| -------------------- | --------------- |
| Michèle Morgan       | Jacqueline      |
| Pierre Richard-Willm | Robert Shaw     |
| Charles Vanel        | Dalrymple       |
| Jacques Terrane      | Louis Dumontier |
| Youcca Troubetzkov   | Ellis           |
| Fabien Loris         | Daugh           |